# Întocmai cu Apostolii

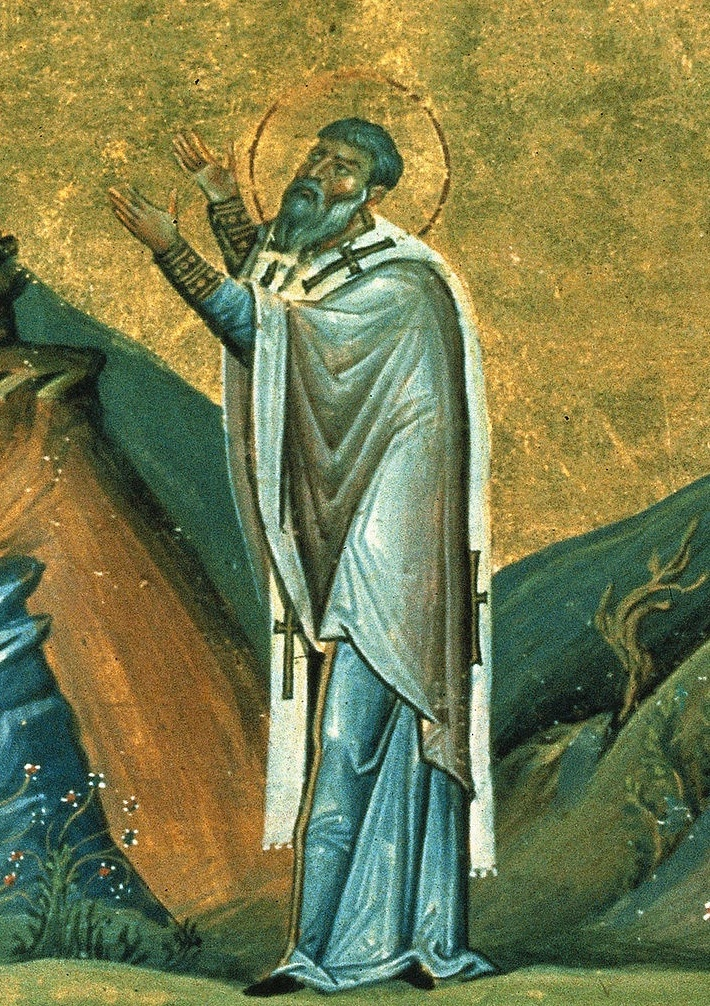
Abercius din Hieropolis

Întocmai cu Apostolii (în greacă ἰσαπόστολος, isapóstolos; latină aequalis apostolis) este un titlu special dat unor sfinții ai Bisericii Ortodoxe și în catolicismul bizantin. Titlul este acordat ca o recunoaștere a unei lucrări deosebite ale acestor sfinți în răspândirea și afirmarea creștinismului, considerată asemănătoare cu a apostolilor originali.

## Exemple
Mai jos este o listă parțială a sfinților care sunt numiți întocmai cu apostolii: 
- Maria Magdalena (secolul I)
- Photine, femeia samariteană din fântână (secolul I)
- Thekla (secolul I)
- Abercius din Hieropolis (sec. II)
- Elena de Constantinopol (c. 250 – c. 330)
- Constantin cel Mare (c. 272 – 337)
- Nino (c. 296 – c. 338 sau 340), botezătorul georgienilor
- Mirian al III-lea din Iberia (decedat în 361), primul monarh creștin georgian
- Sfântul Patriciu (secolul al V-lea)
- Fotie I din Constantinopol ( c. 820 – c. 891     )
- Chiril (827 – 869)
- Methodius (815 – 885)
- Boris I al Bulgariei (decedat în 907)
- Olga din Kiev (c. 890 – 969)
- Vladimir cel Mare (c. 958 – 1015)
- Ștefan I al Ungariei (969 – 1038)
- Sava I al Serbiei (1175 – 1235)
- Cosma din Aetolia (1714 – 1779)
- Innocent din Alaska (1797 – 1879)
- Nicolae al Japoniei (1836 – 1912)